# Mesochra lilljeborgi
Mesochra lilljeborgi är en kräftdjursart som beskrevs av Boeck 1865. Mesochra lilljeborgi ingår i släktet Mesochra och familjen Canthocamptidae. Arten är reproducerande i Sverige. Inga underarter finns listade i Catalogue of Life.